# Nymølle
Nymølle – miasto w Danii, w regionie Stołecznym, w gminie Allerød.